# Bhima rotundipennis
Bhima rotundipennis is een vlinder uit de familie van de spinners (Lasiocampidae). De wetenschappelijke naam van de soort is voor het eerst geldig gepubliceerd in 1930 door De Joannis.